# Neoperla catharae
Neoperla catharae is een steenvlieg uit de familie borstelsteenvliegen (Perlidae). De wetenschappelijke naam van de soort is voor het eerst geldig gepubliceerd in 1978 door Stark & Baumann.